# António Cândido Pedroso Gamito
António Cândido Pedroso Gamito (Setúbal, 16 de abril de 1806 - 16 de abril de 1866), foi um militar e explorador português do continente africano no século XIX.
Gamito era filho do médico Cândido da Costa Freitas Gamito e de Francisca Felizarda Xavier Gamito.
Iniciou a vida militar em 28 de setembro de 1822, tendo integrado, em 1 de julho de 1824, o batalhão expedicionário de infantaria 16, que foi enviado para a África Oriental Portuguesa.
Gamito celebrizou-se com a exploração do Cazembe nos anos de 1831 e 1832. 

## Obras
- «Prazos da Coroa em Rios de Sena». in Arquivo Pitoresco, 1857. Lisboa, vol.l , pp. 61-63 e 66-67.
- O Muata Cazembe e os povos Maraves, Chevas, Muizas, Muembas, Lundas e outros da Africa Austral. Diário da Expedição Portuguesa Comandada pelo Major Monteiro e Dirigida Àquele Imperador nos Anos de 1831 e 1832. Lisboa, 1854.